# Silfra

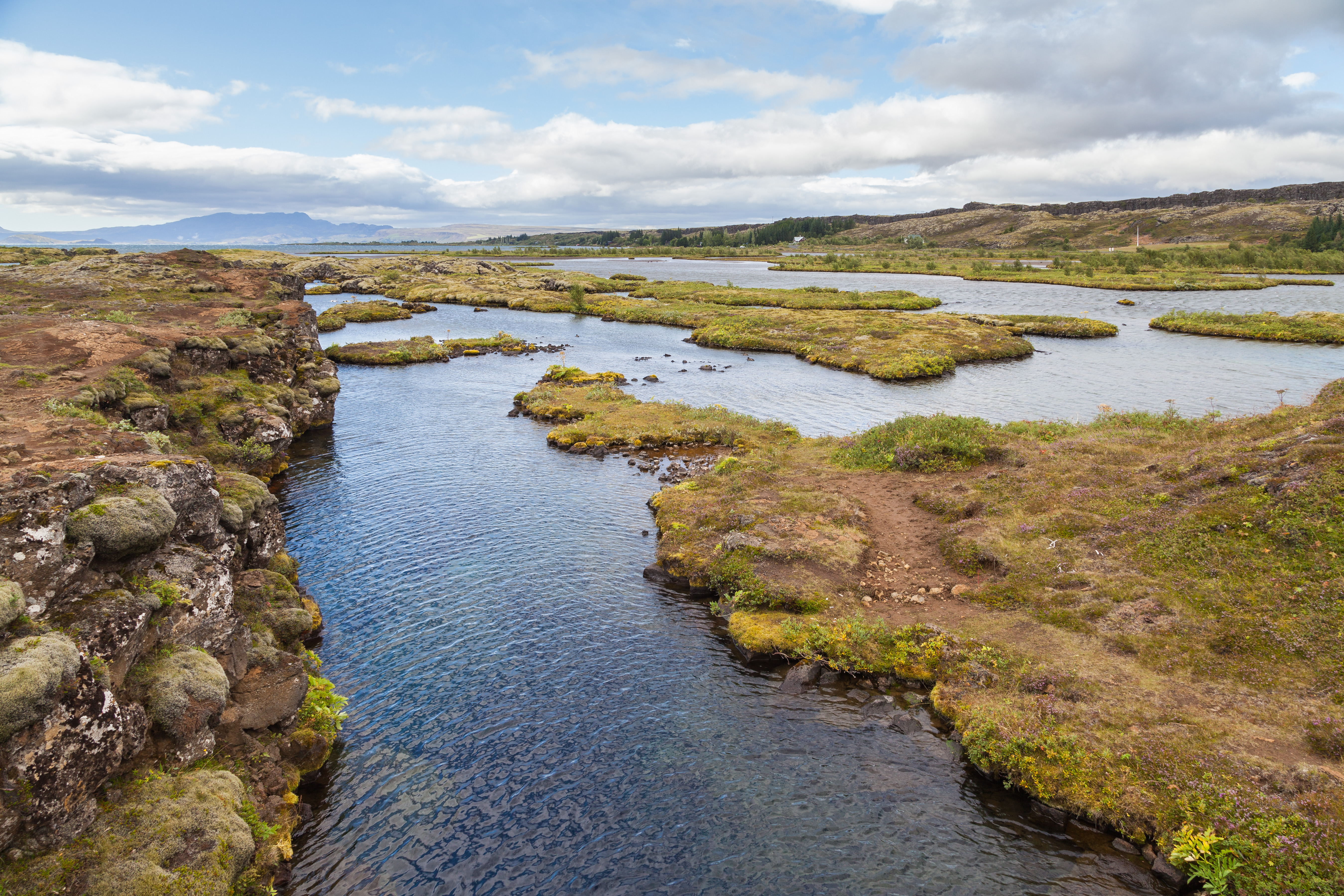
Fissura de silfra

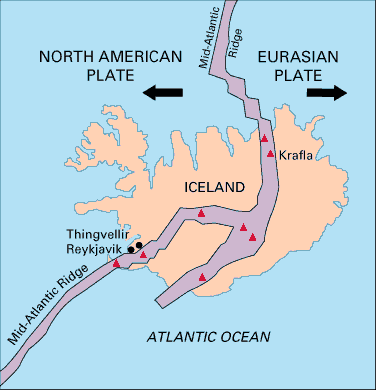
A Cadeia do Atlântico Médio passando por Þingvellir

Silfra é uma fenda formada no limite tectônico divergente entre as placas da América do Norte e da Eurásia e está localizada no lago Thingvallavatn no Þingvellir, Parque Nacional na Islândia.

## Formação
Silfra fica no vale Þingvellir e dentro do Parque Nacional Þingvellir. O vale, e a própria Silfra, foram formados pela divergente deriva tectônica das placas da Eurásia e da América do Norte. As placas derivam cerca de 2 centímetros mais distantes a cada ano, aumentando a tensão entre as placas e a massa de terra acima. Essa tensão é aliviada por meio de grandes terremotos periódicos em intervalos de aproximadamente dez anos, que causaram a formação de rachaduras e fissuras no vale Þingvellir; Silfra encontra-se na margem do Lago Þingvallavatn e é uma das maiores e mais profundas dessas fissuras. A fissura de Silfra intercepta um grande aquífero, que alimenta várias nascentes em sua base. Pedregulhos e rochas caindo nas fendas cada vez maiores formaram cavernas dentro das fissuras.

## Hidrologia
Silfra é uma fonte alimentada por água subterrânea originada como água de degelo de Langjökull, a segunda maior geleira da Islândia, cerca de cinquenta quilômetros ao norte do Lago Þingvallavatn. No passado distante, essa água de degelo de Langjökull corria através de um rio diretamente e desimpedida para o Lago Þingvallavatn. Este rio foi bloqueado há alguns milhares de anos por fluxos de lava do vulcão Skjaldbreiður, fazendo com que a água derretida se acumulasse e se infiltrasse na rocha de lava porosa para formar um aqüífero. Essa água então se infiltra pelo aqüífero por trinta a cem anos antes de emergir das nascentes fissuradas no lago Þingvallavatn, cinquenta quilômetros ao sul. A água subterrânea emergente e altamente filtrada é excepcionalmente límpida e potável.

## Mergulho

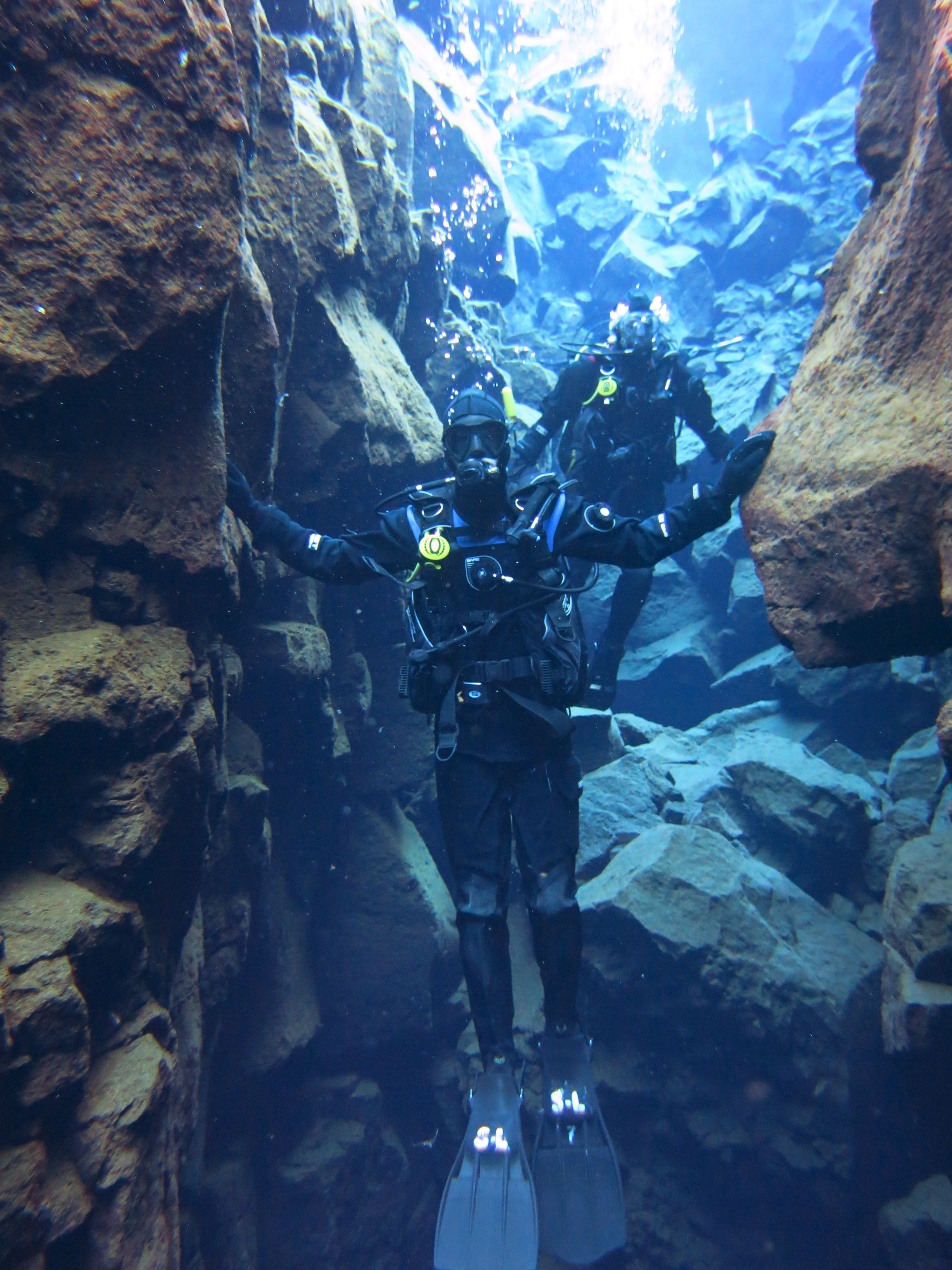
Os mergulhadores em uma das fendas paralelas alargadas da fissura.

O mergulho e snorkel em Silfra são populares devido às suas águas límpidas e localização dentro da fenda continental. Existem três locais principais de mergulho: Silfra Hall, Catedral de Silfra e Lagoa de Silfra. A Catedral fica a 100 metros da fissura longa com visibilidade quase de ponta a ponta. Raso nos pontos de entrada e nas extremidades da fissura, Silfra desce a uma profundidade máxima de 63 metros, mas o mergulho nesta profundidade raramente é feito, pois requer habilidades técnicas de mergulho. A temperatura da água está entre 2–4 °C (36–39 °F) mas pode ser mergulhado confortavelmente usando uma roupa seca. 